# 狼牙鯛科
狼牙鯛科（學名：Anoplogastridae）是輻鰭魚綱燧鲷目的其中一科。

## 分類
狼牙鯛科下分1個屬，如下：
- 高體金眼鯛屬（Anoplogaster）
  - 短角高體金眼鯛（Anoplogaster brachycera）
  - 角高體金眼鯛（Anoplogaster cornuta）：又稱葉鱗金眼鯛。

## 描述
虽然从其名字可以理解这个物种有不成比例大的牙齿和难以接近的面貌，狼牙鯛科通常体型较小，对人类无害。两个品种里面较大的个体也只有18厘米长。
头较小，有一个大下巴，布满了锯齿形边缘。眼睛较小，在头的上方，整个头部呈黑褐色至黑色。鱼翅小且简单，无刺。鳞被嵌入在皮肤里面。